# Флорида Стэйт Семинолз (баскетбол)
Флорида Стэйт Семинолз (англ. Florida State Seminoles) — баскетбольная команда, представляющая Университет штата Флорида в первом баскетбольном мужском дивизионе NCAA. Располагается в Таллахасси (штат Флорида). В настоящее время команда выступает в Конференции Атлантического Побережья. Домашние игры «Семинолз» проводят в «Дональд Л. Такер-центре». Главным тренером команды является Леонард Хэмильтон.
Несмотря на то, что баскетбольная программа в университете штата Флорида находится в тени американского футбола, баскетболисты также добивались некоторых успехов. «Семинолз» 16 раз участвовали в турнирах NCAA, пять раза доходили до 1/8 финала, трижды до 1/4 финала, а в 1972 году участвовали в финале турнира. Кроме того «Флорида Стэйт» десять раз участвовала в Национальном пригласительном турнире. За 66 сезонов команда четыре раза выигрывала регулярный чемпионат конференции и три раза становилась победителем турнира конференции. За это время в «Семинолз» играл двадцать один член всеамериканской сборной, а тридцать один выпускник впоследствии выступал в НБА. В энциклопедии ESPN College Basketball Encyclopedia баскетбольная команда университета штата Флорида заняла 74 место в списке лучших студенческих баскетбольных программ.

### Закреплённые номера
В «Семинолз» лишь один номер Дэйва Коуэнса был навечно закреплён за игроком.
| №  | Игрок       | Поз. | Годы      |
| -- | ----------- | ---- | --------- |
| 13 | Дэйв Коуэнс | Ц    | 1968-1970 |

## Достижения
- Финалист NCAA: 1972
- Полуфиналист NCAA: 1972
- Четвертьфиналист NCAA: 1972, 1993, 2018
- 1/8 NCAA: 1972, 1992, 1993, 2011, 2018, 2019
- Участие в NCAA: 1968, 1972, 1978, 1980, 1988, 1989, 1991, 1992, 1993, 1998, 2009, 2010, 2011, 2012, 2017, 2018, 2019
- Победители турнира конференции: Florida Intercollegiate
1955

Metropolitan
1991

ACC
2012
- Победители регулярного чемпионата конференции: Дикси
1951

Florida Intercollegiate
1955

Metropolitan
1978, 1989